# معدن الماس آویات
معدن آویات یکی از بزرگترین معادن الماس در کانادا و جهان است. این معدن در نوناووت قرار دارد. برآورد می‌شود که حدود ۴۰٫۳ میلیون قیراط الماس در آن وجود داشته باشد.

## منبع
1. ↑  «World diamond overview». mining-journal.com. 7 آگوست 2013. بایگانی‌شده از اصلی در ۳ سپتامبر ۲۰۱۴. دریافت‌شده در 2006. تاریخ وارد شده در |تاریخ بازدید= را بررسی کنید (کمک)